# István Fekete

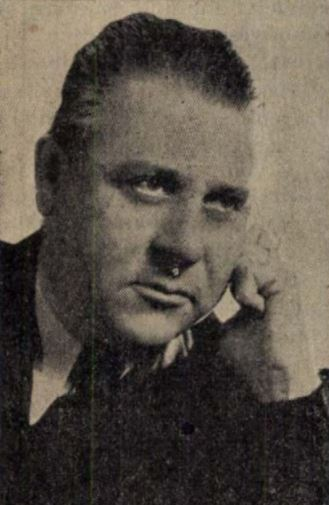
István Fekete

István Fekete [ˈiʃtvaːn ˈfɛkɛtɛ] (* 25. Januar 1900 in Gölle, Österreich-Ungarn; † 23. Juni 1970 in Budapest) war ein ungarischer Schriftsteller. Er schrieb vor allem Tiergeschichten wie „Wuk – der kleine Fuchs“, von denen viele übersetzt und verfilmt sind. Außerdem war Fekete als Drehbuchautor tätig. So schrieb er Drehbücher für Filme wie „Bogantsch, die Geschichte eines Hundes“ (1959).

## Werke
- Das fehlende Jahr
- Kawasch, Hund der Hirten und Herden
- Ohne Zügel
- Kele
- Immer im Kreis
- Lutra
- Im Bannkreis der Dornenburg
- Der schlaue Fuchs verfilmt als Vuk
- Mitternachtsgeläut : ungarische Novellen, Übersetzer: Dr. Gábor Bayor, Zug : Deutsche Literaturgesellschaft, 2021, ISBN 978-3-03831-268-0
- Ich war zu Hause : Erzählungen und Geschichten aus dem früheren Ungarn, eine Übersetzung von Dr. Gábor Bayor, Nordhausen : Traugott Bautz, 2024, ISBN 978-3-95948-614-9